# 1. česká futsalová liga 1994/1995
V soubojích 3. ročníku 1. české futsalové ligy 1994/95 se utkalo 16 týmů dvoukolovým systémem podzim–jaro. Nováčky soutěže se staly týmy 1. FC Nejzbach Vysoké Mýto, EMKO Havlíčkův Brod, Slovan Havířov a CFC Letňany Praha. Sestupujícími se staly týmy GKS MOND Třinec, CFC Letňany Praha a odstoupivší Baník Havířov. Vítězem soutěže se stal tým IFT Computers Ostrava.

## Kluby podle krajů
- Praha (3): FC Defect Praha, CFC Letňany Praha, FC Repas Praha
- Středočeský (1): FC Arsenal Benešov
- Jihočeský (1): TK Rumpál Prachatice
- Ústecký (1): Combix Ústí nad Labem
- Královéhradecký (1): Plumbum Hradec Králové
- Pardubický (2): SKMF ETA Hlinsko, 1. FC Nejzbach Vysoké Mýto
- Vysočina (1): EMKO Havlíčkův Brod
- Zlínský (1): Ajax Novesta Zlín
- Moravskoslezský (5): Baník Havířov, Slovan Havířov, SK Cigi Caga Jistebník, IFT Computers Ostrava, GKS MOND Třinec

## Konečná tabulka
Zdroj: 
| Poř. | Tým                        | Z  | V  | R | P  | VG  | OG  | B  |
| ---- | -------------------------- | -- | -- | - | -- | --- | --- | -- |
| 1.   | IFT Computers Ostrava      | 30 | 24 | 3 | 3  | 149 | 88  | 75 |
| 2.   | FC Defect Praha            | 30 | 22 | 2 | 6  | 155 | 92  | 68 |
| 3.   | 1. FC Nejzbach Vysoké Mýto | 30 | 21 | 5 | 4  | 131 | 92  | 68 |
| 4.   | SK Cigi Caga Jistebník     | 30 | 22 | 1 | 7  | 130 | 52  | 67 |
| 5.   | Ajax Novesta Zlín          | 30 | 15 | 7 | 8  | 101 | 73  | 52 |
| 6.   | Plumbum Hradec Králové     | 30 | 14 | 8 | 8  | 106 | 86  | 50 |
| 7.   | Combix Ústí nad Labem      | 30 | 14 | 4 | 12 | 127 | 102 | 46 |
| 8.   | EMKO Havlíčkův Brod        | 30 | 12 | 6 | 12 | 127 | 120 | 42 |
| 9.   | FC Arsenal Benešov         | 30 | 11 | 4 | 15 | 134 | 131 | 37 |
| 10.  | FC Repas Praha             | 30 | 11 | 4 | 15 | 109 | 142 | 37 |
| 11.  | TK Rumpál Prachatice       | 30 | 10 | 5 | 15 | 126 | 152 | 35 |
| 12.  | SKMF ETA Hlinsko           | 30 | 10 | 4 | 16 | 102 | 106 | 34 |
| 13.  | Slovan Havířov             | 30 | 10 | 2 | 18 | 87  | 127 | 32 |
| 14.  | GKS MOND Třinec            | 30 | 9  | 1 | 20 | 95  | 133 | 28 |
| 15.  | CFC Letňany Praha          | 30 | 4  | 6 | 20 | 68  | 103 | 18 |
| 16.  | Baník Havířov              | 30 | 0  | 0 | 30 | 0   | 150 | 0  |

Poznámky
- Mužstvo Baník Havířov se odhlásilo v průběhu soutěže, jeho výsledky byly kontumovány ve prospěch soupeře.
- Z = Odehrané zápasy; V = Vítězství; R = Remízy; P = Prohry; VG = Vstřelené góly; OG = Obdržené góly; B = Body

|  | Vítěz ligy                          |
|  | Sestup do příslušné skupiny 2. ligy |

## Vítěz
| 1. celostátní liga 1994/95 IFT Computers Ostrava (2. titul) |